# Hoovinabhavi, Lingsugur
Hoovinabhavi là một làng thuộc tehsil Lingsugur, huyện Raichur, bang Karnataka, Ấn Độ.